# Plate-forme Alfa Romeo Premium

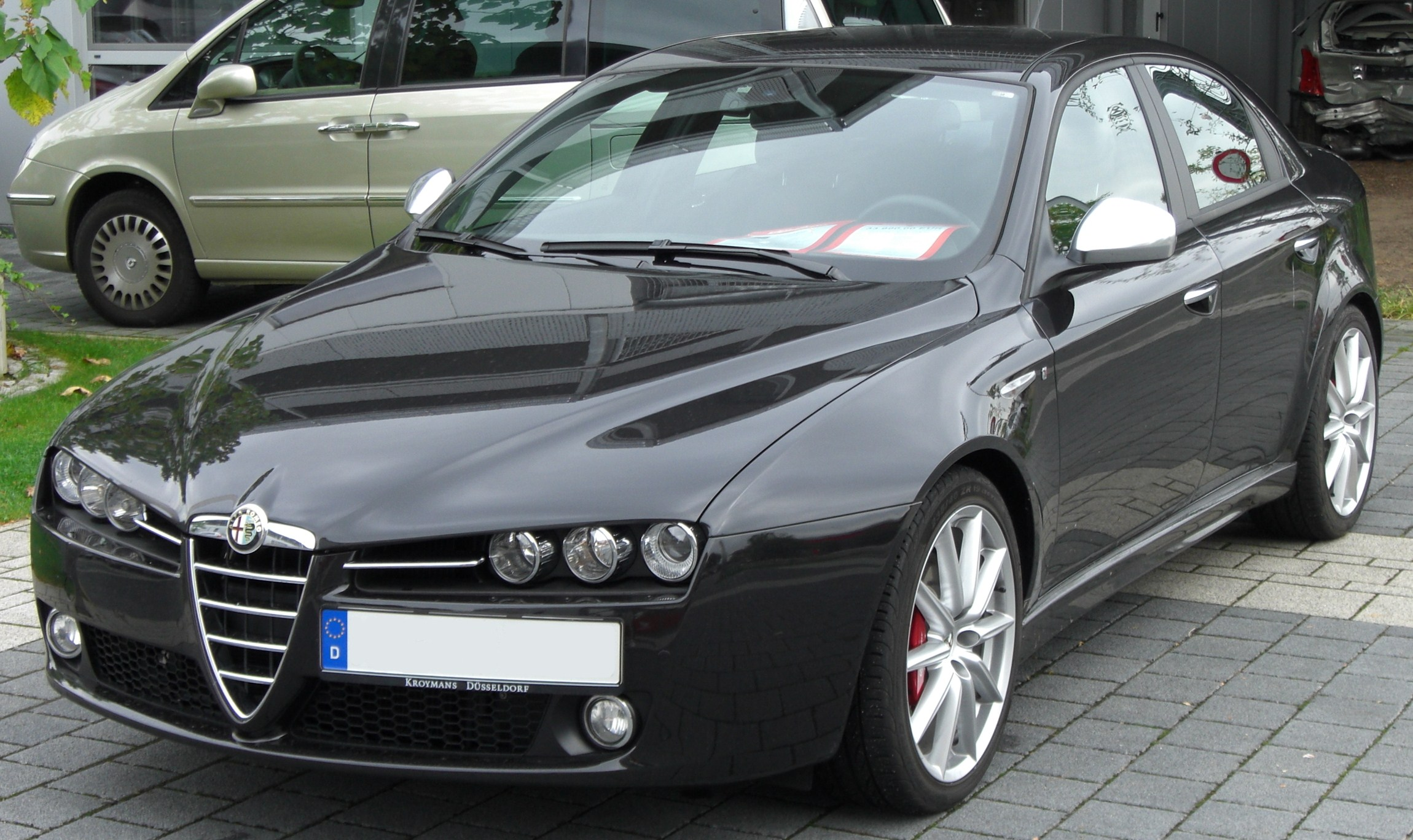
Alfa 159

Le châssis Alfa Romeo Premium est une plate-forme élaborée par le groupe automobile italien Fiat S.p.A. à la fin des années 1990. Le projet a été lancé alors que les groupes italien Fiat et américain General Motors avaient soudé une alliance stratégique avec échange de participations croisées entre Fiat Auto et GM. Le projet a été conduit à bonne fin uniquement par la filiale de Fiat, Alfa Romeo.

## Histoire
Cette plate-forme a été étudiée dès le début de l'alliance stratégique conclue entre le groupe italien Fiat Auto et l'américain General Motors. Cette nouvelle plate-forme devait équiper les nouvelles voitures à traction avant des deux groupes, voitures de classe supérieure et sportives. Elle devait notamment remplacer les châssis américains obsolètes des années 1980 et suivantes qu'étaient les plates-formes GM "2900", qui sera malgré tout utilisée jusqu'en 2009 sur la Saab 9-5, la GM "K" qui remontait à 1980 et qui sera utilisée jusqu'en 2000 sur la Cadillac Seville, la plate-forme GM "H" de 1986 et utilisée sur tous les modèles Buick. Fiat devait utiliser cette nouvelle plate-forme pour remplacer ses modèles haut de gamme qu'étaient la Lancia Thesis et Alfa Romeo 166, deux modèles de luxe qui étaient construits sur des châssis différents et devaient être fabriqués séparément. 

### La conception
Le lancement des études eut lieu en 2001 en Suède chez Saab, dont les ingénieurs avaient déjà récupéré une précédente plate-forme Fiat pour la Saab 9000, grosse berline à traction avant avec un moteur transversal. Le cahier des charges de la nouvelle plate-forme exigeait qu'elle serve à une grosse berline à traction avant et/ou intégrale, avec le moteur placé transversalement et boîte de vitesses accolée. C'est-à-dire le schéma traditionnel des voitures du groupe Fiat depuis 1969.
La répartition des études prévoyait que les ingénieurs italiens d'Alfa Romeo s'occupent de la partie liaison à la route (suspensions, sécurité active, etc.) et ceux d'Opel et Cadillac, la partie sécurité passive, en particulier la déformation en cas de choc frontal.
Le premier prototype du châssis essuya un refus de la part du groupe américain en raison du coût jugé trop élevé pour sa fabrication en grande série ainsi que pour son niveau de sophistication trop complexe pour le mécanicien américain. Une évolution du projet consista à réduire les dimensions des voitures pouvant utiliser ce châssis et une première application vit le jour avec le prototype de l'Opel Insignia lancé en 2003. 

### La version raccourcie pour voitures compactes
dans les projets initiaux, la plate-forme devait servir également pour des grosses voitures de taille européenne. Pour les voitures de taille moyenne, la plate-forme "Epsilon" d'origine GM devait être utilisée par les deux groupes, et notamment pour la future Fiat Croma (2005) tout comme la remplaçante de l'Alfa Romeo 156 qui aurait dû perdre sa suspension à quadrilatères à l'avant que les techniciens italiens voulaient bannir pour préserver la qualité de tenue de route de leur voiture à caractère sportif. 
En fonction de ces considérations et de l'évolution prise sur le projet, la direction de Fiat décida d'étudier indépendamment une version spécifique pour la future Alfa Romeo 159 en partant de la plate-forme Premium.
La direction de GM, qui ne voulait plus de cette plate-forme trop raffinée pour eux, décida d'abandonner la mise au point et les ingénieurs italiens se retrouvèrent donc les seuls à passer à la phase de mis en œuvre concrète, en 2005 avec le lancement de l'Alfa Romeo 159. La greffe ne fut pas facile et les qualités routières de la voiture furent saluées par toute la presse spécialisée mais très vite des critiques fusèrent, notamment en Italie, pour le manque de répondant des moteurs. En cause essentiellement le poids de la voiture et du châssis, partie régie par GM qui ne fut pas entièrement revue par les ingénieurs italiens.
Une seconde version raccourcie fut étudiée pour les versions sportives Alfa Romeo Brera coupé et Spider tandis que le châssis de base fut utilisé pour le prototype Alfa Romeo Visconti dont la version de série aurait dû remplacer l'Alfa Romeo 166. La mise au point du prototype révéla de nombreux défauts liés au poids excessif de la plate-forme ce qui a contraint le constructeur à abandonner ce projet.

### La fin du projet et ses conséquences
Le groupe General Motors orienta ses études vers le développement de la nouvelle plate-forme « Epsilon II » qui sera utilisée sur tous les modèles qui auraient dû bénéficier de la « Premium » comme l'Opel Insignia qui verra son statut de voiture haut de gamme transformé en simple berline de classe moyenne supérieure et succédera à l'Opel Vectra, la Buick LaCrosse et la seconde série de la Saab 9-5.
Le groupe Fiat abandonnera définitivement ce châssis avec l'arrêt de la fabrication de l'Alfa Romeo 159 et ses modèles sportifs dérivés Brera. Le groupe italien consacrera tous ses efforts au développement de sa plate-forme Fiat Compact qui fut choisie pour bâtir le modèle qui devait succéder à la "159", mais également pour bon nombre de modèles du groupe Chrysler, récemment racheté et intégré. L'évolution de la demande et des contraintes techniques firent modifier le projet de la remplaçante de la "159" vers une autre solution plus élaborée. La direction de Fiat chercha dans un premier temps à utiliser une plate-forme Chrysler mais vu l'ancienneté de celles-ci, la décision fut prise de concevoir un tout nouvel équipement qui accepterait des modèles avec propulsion et transmission intégrale, la nouvelle Plate-forme Alfa Romeo Giorgio".
Voitures qui utilisent cette plate-forme Premium :
- Alfa Romeo 159
- Alfa Romeo159  Sportwagon
- Alfa Romeo Brera
- Alfa Romeo Spider (2006)
- Opel Insignia Concept (2003)
- Alfa Romeo Visconti Concept-car

Voitures qui auraient du, selon les projets initiaux, utiliser la plate-forme Premium :
- Remplaçante de l'Alfa Romeo 166
- Remplaçante de la Lancia Thesis
- Opel Insignia
- Saab 9-5
- Buick LaCrosse
- Cadillac DTS